# Cristiana
Cristiana  è un nome proprio di persona italiano femminile.

## Varianti
- Femminili: Cristina[2]
- Maschili: Cristiano[1]

### Varianti in altre lingue
- Francese: Christiane[2]
- Inglese: Christiana[2][3], Christian[3]
  - Ipocoristici: Chris[2]
- Islandese: Kristjana[2]
- Latino: Christiana[1][2]
- Lettone: Kristiāna[2]
- Polacco: Krystiana[2]
- Portoghese: Cristiana[2]
- Tedesco: Christiane[2], Kristiane[2]

## Origine e diffusione
Si basa sul termine latino christiana, che significa "cristiana", "seguace di Cristo".
In Inghilterra, il nome venne introdotto nel XII secolo, dove si diffuse nella forma vernacolare Christian (sempre femminile); la forma Christiana venne ripresa nel XVIII secolo, e nello stesso periodo Christian cominciò ad essere usato per i maschi e non più per le femmine.

## Onomastico
L'onomastico può essere festeggiato in memoria di più sante e beate, alle date seguenti:
- 4 gennaio, beata Cristiana da Santa Croce, religiosa agostiniana[5]
- 14 gennaio (15 dicembre in alcune fonti), santa Cristiana, o santa Nino, apostola della Georgia[5][6]
- 21 gennaio, beate Cristiana d'Assisi e Cristiana d'Assisi, due omonime contemporanee entrambe religiose clarisse[5]

## Persone

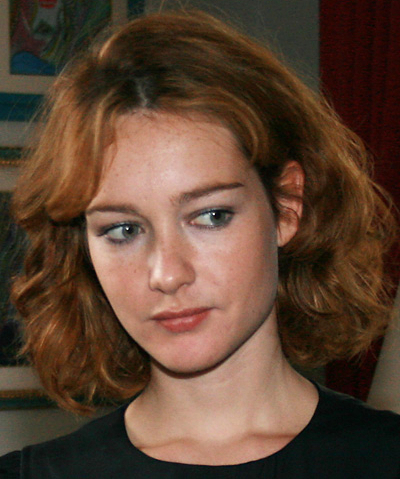
Cristiana Capotondi

- Cristiana di Meclemburgo-Strelitz, nobile di Meclemburgo-Strelitz
- Cristiana Enrichetta del Palatinato-Zweibrücken, principessa di Waldeck e Pyrmont
- Cristiana Carlotta di Württemberg-Winnental, principessa tedesca
- Cristiana Capotondi, attrice italiana
- Cristiana Conti, pallanuotista italiana
- Cristiana Frixione, modella nicaraguense
- Cristiana Palazzoni, giornalista italiana
- Cristiana Lionello, attrice, doppiatrice e direttrice del doppiaggio italiana
- Cristiana Monina, velista italiana
- Cristiana Muscardini, politica italiana
- Cristiana Rossi, doppiatrice italiana

### Variante Christiane

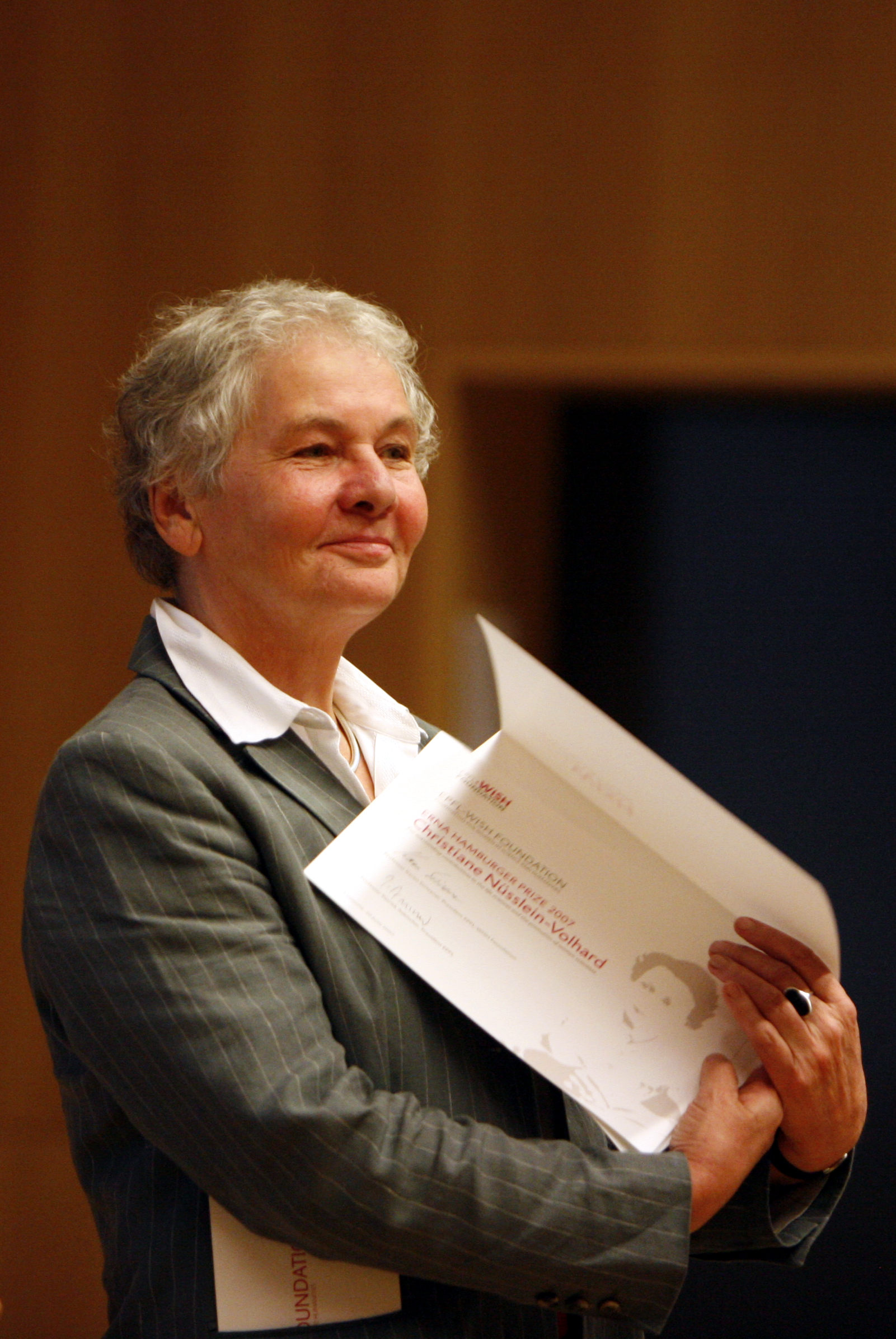
Christiane Nüsslein-Volhard

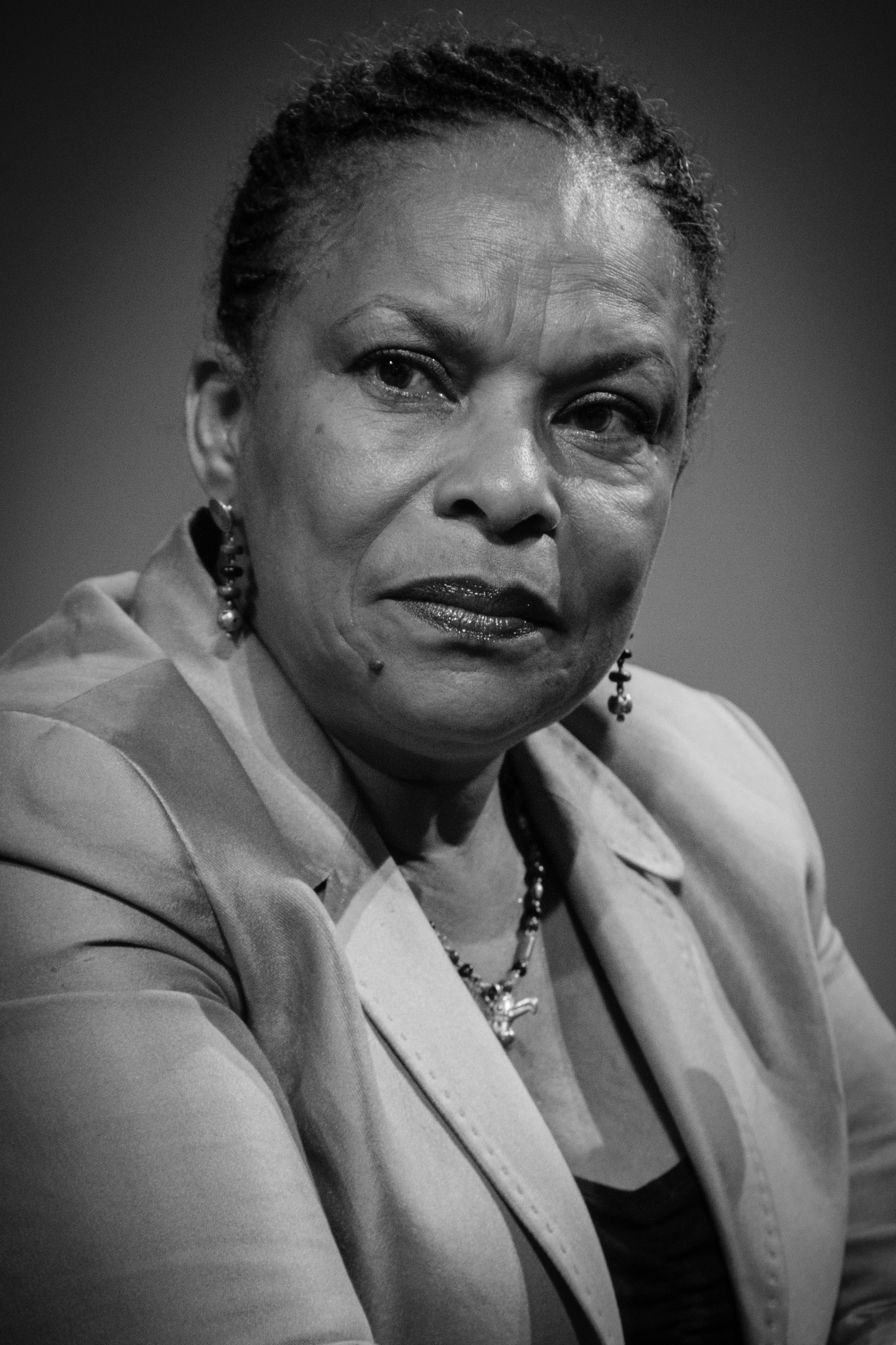
Christiane Taubira

- Christiane Amanpour, giornalista britannica
- Christiane Becker, attrice teatrale tedesca
- Christiane Vera Felscherinow, scrittrice e musicista tedesca
- Christiane Filangieri, attrice italiana
- Christiane Fürst, pallavolista tedesca
- Christiane Gyldenloeve, principessa danese
- Christiane Hebold, cantante tedesca
- Christiane Jaccottet, pianista e clavicembalista svizzera
- Christiane Jean, attrice e doppiatrice francese
- Christiane Martel, modella francese
- Christiane Nielsen, attrice tedesca
- Christiane Nüsslein-Volhard, biologa tedesca
- Christiane Paul, attrice tedesca
- Christiane Rochefort, scrittrice francese
- Christiane Scrivener, politica francese
- Christiane Soeder, ciclista su strada austriaca
- Christiane Taubira, politica francese
- Christiane Torloni, attrice brasiliana
- Christiane Ziegler, egittologa francese

## Il nome nelle arti
- Christiane F. - Noi, i ragazzi dello zoo di Berlino è un film, tratto dal romanzo Noi, i ragazzi dello zoo di Berlino, ispirato alla vita di Christiane Vera Felscherinow.